# ديفيد هايمان (شخصية أعمال)
ديفيد هايمان (بالإنجليزية: David Hyman)‏ هو شخصية أعمال أمريكي، ولد في 17 أكتوبر 1967 في ميلفيل في الولايات المتحدة.